# Дністрянський Северин

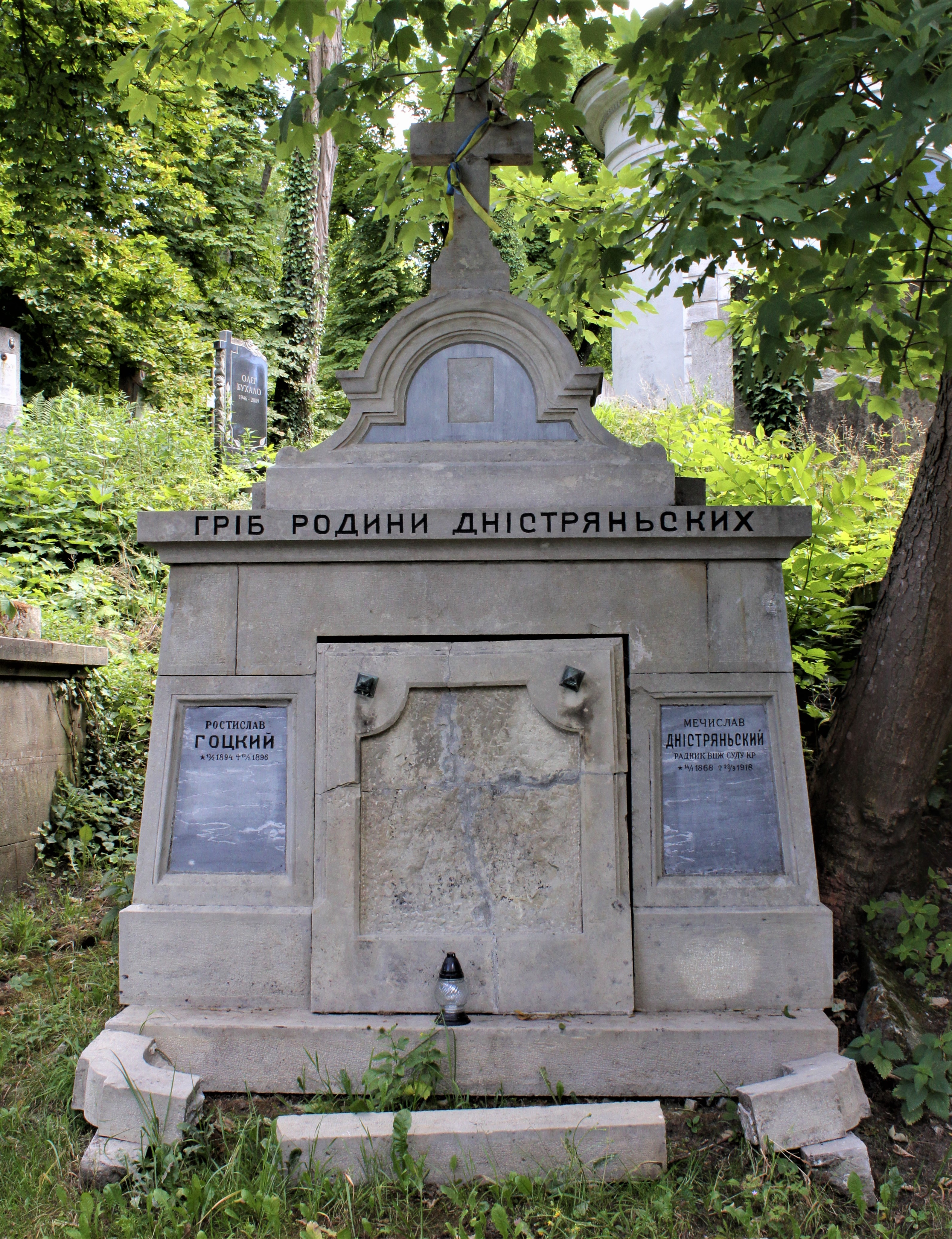
Гробниця родини Дністрянських.

Северин Дністрянський (1839, містечко Озеряни, нині село Борщівського району, Тернопільська область, Україна — 1899 , м. Львів) — український педагог, доктор філософії. Перший директор Тернопільської чоловічої учительської семінарії.

## Життєпис
Народився 1839 року в містечку Озерянах (від 1867 року — Борщівського повіту, Королівство Галичини і Володимирії, Австро-Угорщина, нині село Чортківського району, Тернопільська область, Україна).
Закінчив Львівський університет, у якому також здобув ступінь доктора філософії. У вересні 1871 року став першим директором щойно відкритої чоловічої вчительської семінарії у Тернополі. У 1872 році став головою Педагогічного товариства (згодом — Товариство вчителів вищих шкіл). У 1886 році отримав посаду директора вищої гімназії у Тернополі (більше відома як Перша тернопільська гімназія), де викладав фізику й математику.
Імператорським документом від 20 квітня 1889 року звільнений з посади директора гімназії та призначений крайовим шкільним інспектором. У 1890 році переїхав до Львова.
Написав підручник «Наука рахунків для мужеських виділових шкіл» (1895).
Помер у 1899 році. Похований у родинному гробівці на 62 полі Личаківського цвинтаря.
У 2024 році гробівець впорядкований ЛКП "Музей "Личаківський цвинтар"".

### Сім'я
- Син — Станіслав Дністрянський (13 листопада 1870, Тернопіль — 5 травня 1935, Ужгород), галицький академік, учений-правник, політичний діяч,  академік Вільної Української Академії Наук. Швагро письменника Юліана Опільського, вченого Степана Рудницького.[7] Дійсний член НТШ.
- Невістка — Софія (з дому Рудницька, 24 жовтня 1882, Тернопіль — 9 лютого 1956, м. Вейпрти, Чехія, перепохована 2001 року в Ужгороді), піаністка, педагог, музичний критик.